# (18602) Lagillespie
(18602) Lagillespie est un astéroïde de la ceinture principale d'astéroïdes.

## Description
(18602) Lagillespie est un astéroïde de la ceinture principale d'astéroïdes. Il fut découvert le 23 janvier 1998 à Socorro (Nouveau-Mexique) par le projet LINEAR. Il présente une orbite caractérisée par un demi-grand axe de 2,42 UA, une excentricité de 0,13 et une inclinaison de 3,7° par rapport à l'écliptique.

## Compléments